# Gerhard Ringel
Gerhard Ringel (Kollnbrunn, Austria, 28 de octubre de 1919 - Santa Cruz, California, 24 de junio de 2008) fue un matemático alemán, que obtuvo su doctorado por la Universidad de Bonn en 1951. Fue uno de los pioneros en teoría de grafos y ha contribuido de manera significativa a la prueba de la conjetura de Heawood (actualmente el teorema de Ringel-Youngs), un problema matemático estrechamente vinculado con el teorema de los cuatro colores.
Gerhard Ringel comenzó su carrera académica como profesor de la Universidad Libre de Berlín. En 1970 abandonó Alemania debido a las consecuencias burocráticas del movimiento estudiantil alemán y continuó su carrera en la Universidad de California en Santa Cruz. Fue galardonado con el grado de doctor honoris causa por la Universidad de Karlsruhe y la Universidad Libre de Berlín.
Su número de Erdős es dos.
Además de sus habilidades matemáticas, fue un entomólogo ampliamente reconocido. El énfasis principal de su trabajo fue la recolección y la cría de mariposas. Antes de su muerte, donó su impresionante colección de mariposas al Museo de Colecciones de Historia Natural de la UCSC.